# ルイサ・カルロッタ・デ・ボルボーン＝ドス・シシリアス
ルイサ・カルロータ・デ・ボルボン＝ドス・シシリアス（Luisa Carlota de Borbón-Dos Sicilias y Borbón、1804年10月24日 - 1844年1月29日）は、スペイン王子であるカディス公フランシスコ・デ・パウラの妃。
両シチリア王フランチェスコ1世と、二度目の王妃マリーア・イザベッラの長女として、ナポリで生まれた。
1819年、母方の叔父であるカディス公フランシスコと結婚。11子をもうけた。

## 子女
- フランシスコ・デ・アシース（1820年 - 1821年）
- イサベル・フェルナンダ（1821年 - 1897年） - イグナーツィ・グロフスキ伯と結婚。
- フランシスコ・デ・アシース（1822年 - 1902年） - スペイン女王イサベル2世の王配
- エンリケ（1823年 - 1870年） - セビーリャ公。モンパンシエ公アントワーヌと決闘し、事故死。
- ルイサ・テレサ（1824年 - 1900年） - セッサ公ホセと結婚
- ドゥアルテ（1826年 - 1830年）
- ホセフィーナ・フェルナンダ（1827年 - 1910年）
- マリア・テレサ（1828年 - 1829年）
- フェルナンド（1832年 - 1854年）
- マリア・クリスティーナ（1833年 - 1902年） - スペイン王子・ポルトガル王子セバスティアン・ガブリエルの2度目の妃
- アマリア（1834年 - 1905年） - バイエルン王子アーダルベルトと結婚